# Dicranomyia (Dicranomyia) titicacana
Dicranomyia (Dicranomyia) titicacana is een tweevleugelige uit de familie steltmuggen (Limoniidae). De soort komt voor in het Neotropisch gebied.